# Ferdinand Carl Heinrich Bakof
Ferdinand Carl Heinrich Bakof (* 23. Oktober 1828 in Hamburg; † 11. März 1894 ebenda) war ein deutscher Bäckermeister und Politiker.

## Leben
Bakof war von 1884 bis 1890 Deputierter der Krankenversicherungsbehörde.
Er gehörte von 1886 bis 1894 der Hamburgischen Bürgerschaft an, er war Mitglied der Fraktion der Linken.